# Trichestra pusilla
Trichestra pusilla là một loài bướm đêm trong họ Noctuidae.